# Waldfriedhof Obermenzing

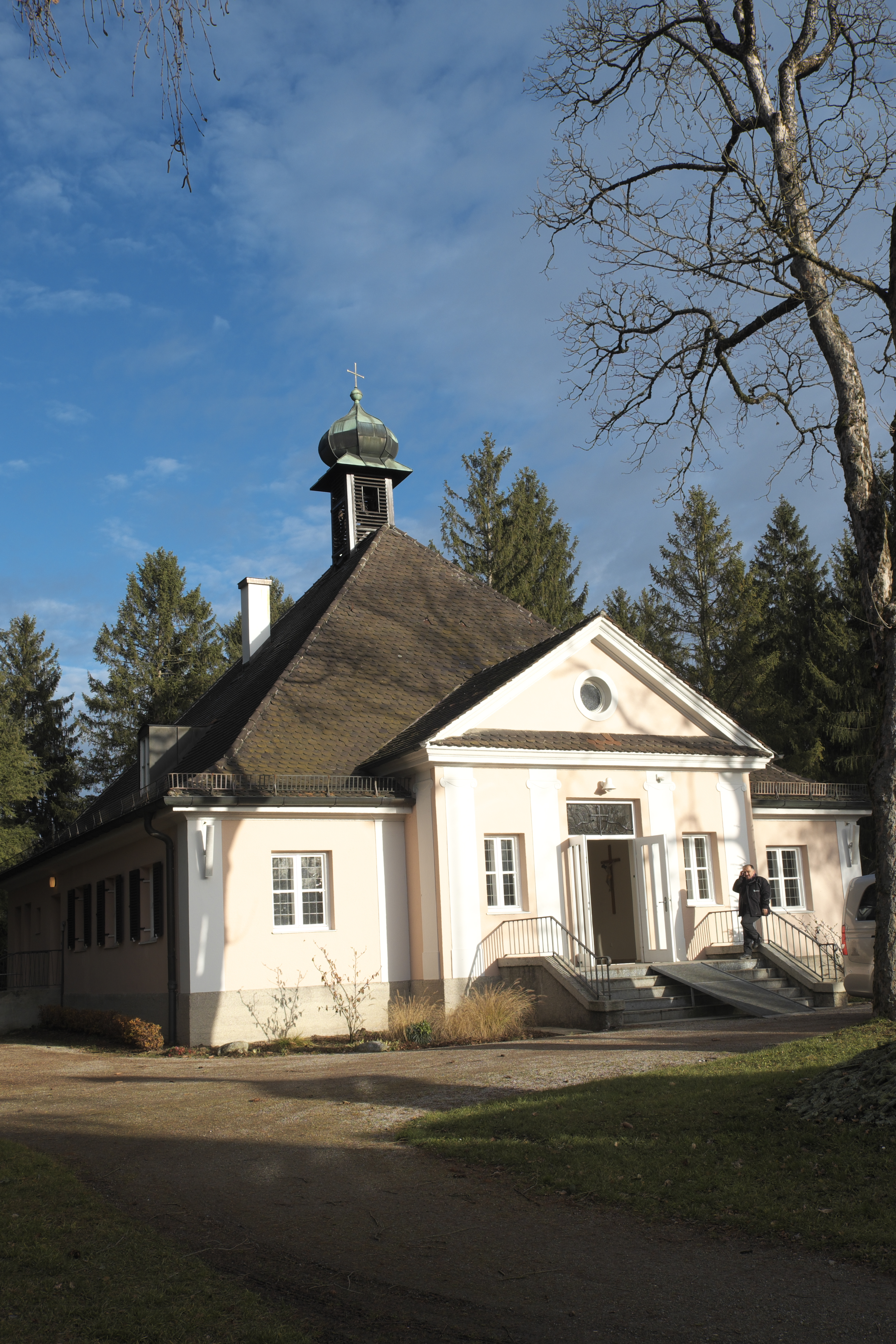
Trauerhalle auf dem Waldfriedhof

Der Waldfriedhof Obermenzing befindet sich im Stadtteil Obermenzing der Landeshauptstadt München. Die Friedhofsanlage an der Bergsonstraße ist ein geschütztes Baudenkmal. Auf einer Friedhofsfläche von 8,02 Hektar befinden sich 3600 Gräber. Neben Erd- und Urnengräbern sind auch Bestattungen unter Bäumen möglich.

## Geschichte
Der Friedhof Obermenzing wurde im Jahr 1913 durch die damals selbstständige Gemeinde Obermenzing eröffnet. Auf dem Friedhof Obermenzing gibt es etwa 3600 Gräber. Die Friedhofsfläche umfasst 8,02 Hektar. Die neoklassizistische Trauerhalle mit Pfeilerportal wurde 1912/13 nach Entwürfen von Adolf Fraas errichtet.

## Grabstätten bekannter Persönlichkeiten
- Hans Jürgen Diedrich (1923–2012), Schauspieler und Kabarettist
- Walther Diehl (1920–1994), Schriftsteller, Journalist und Schauspieler
- August Exter (1858–1933), Architekt
- Murad Ferid (1908–1998), Rechtswissenschaftler
- Olf Fischer (1917–1998), Autor, Schauspieler, Regisseur
- Gustav Gsaenger (1900–1989), Architekt, insbesondere Sakralarchitektur
- Karl Himmelstoß (1872–1967), Bildhauer und Porzellanbildner
- Hans Huber-Sulzemoos (1873–1951), Maler
- Ellis Kaut (1920–2015), Schriftstellerin
- Franz Kelch (1915–2013), Oratoriensänger
- Peter Mosbacher (1912–1977), Hörfunksprecher, Schauspieler und Theaterregisseur
- Ottmar Ostermayr (1886–1958), Filmproduzent
- Peter Ostermayr (1882–1967), Filmpionier und Filmproduzent
- Hartmut Reck (1932–2001), Filmschauspieler und Synchronsprecher
- Gertrud Spalke (1890–1962), Schauspielerin sowie Hörspiel- und Synchronsprecherin
- Karl Richard Tschon (1923–1993), Komponist und Schriftsteller
- Maria Weber (1899–1984), Bildhauerin
- Ruth von Zerboni (1903–1991), Schauspielerin